# 橦木町
橦木町（しゅもくちょう）は、愛知県名古屋市東区の町名。現行行政地名は橦木町1丁目から橦木町3丁目。住居表示未実施。
難読地名の1つとして知られる。

## 地理
名古屋市東区西部に位置し、東は相生町、西は上竪杉町、南は飯田町・東片端町、北は主税町に接する。
町域の一部は武家屋敷地であった頃の面影を残しており、名古屋市街並み保存地区に指定されている。また、白壁や主税町と並び高級住宅地になっている。

## 歴史
江戸期は名古屋城下の1町で、中級の武家屋敷が並んでいたとされる。

### 町名の由来
町内を東西に通る道が竪杉ノ町（上竪杉町）で行き当たって丁字路になっており、その形状が撞木（鐘を打つ棒）に似ていることによる。

### 沿革
- 1878年（明治11年）12月20日 - 郡区町村編制法により、名古屋区橦木町となる[1]。
- 1889年（明治22年）10月1日 - 市制施行に伴い、名古屋市橦木町となる[1]。
- 1908年（明治41年）4月1日 - 行政区新設に伴い、東区所属となる[1]。
- 1936年（昭和11年）1月3日 - 岐阜県多治見町に本店を構える陶磁器タイル製造加工販売を行う株式会社満留肥商店が名古屋支店を設置[5]。
- 1980年（昭和55年）2月10日 - 上竪杉町・主税町・飯田町・東片端町・相生町との間で境界を変更[1]。

## 世帯数と人口
2019年（平成31年）2月1日現在の世帯数と人口は以下の通りである。
| 町丁   | 世帯数  | 人口    |
| ------ | ------- | ------- |
| 橦木町 | 659世帯 | 1,405人 |

### 人口の変遷
国勢調査による人口の推移
| 1995年（平成7年）  | 817人   | [ WEB 6 ]  |  |
| 2000年（平成12年） | 920人   | [ WEB 7 ]  |  |
| 2005年（平成17年） | 1,166人 | [ WEB 8 ]  |  |
| 2010年（平成22年） | 1,322人 | [ WEB 9 ]  |  |
| 2015年（平成27年） | 1,386人 | [ WEB 10 ] |  |

## 学区
市立小・中学校に通う場合、学校等は以下の通りとなる。また、公立高等学校に通う場合の学区は以下の通りとなる。
| 番・番地等 | 小学校               | 中学校               | 高等学校 |
| ---------- | -------------------- | -------------------- | -------- |
| 全域       | 名古屋市立山吹小学校 | 名古屋市立冨士中学校 | 尾張学区 |

## 施設
- 名古屋市立山吹小学校
- 山吹谷公園（2丁目）

昭和初期に名古屋市立第三高等女学校があった場所に整備された公園。第三高等女学校は戦後の制度変更により名古屋市立第三高等学校と改組。さらに、愛知県立旭丘高等学校に統合され、消滅している。1972年（昭和47年）4月1日供用開始。
- 八紘一宇の碑

公園内に残る石碑で、1940年（昭和15年）10月30日教育勅語下賜50周年を名目に設置された。1945年（昭和20年）3月19日の空襲により「八紘」と彫られた上半分を失い、「一宇」の部分のみを残す。残存部分の高さは80センチメートル。

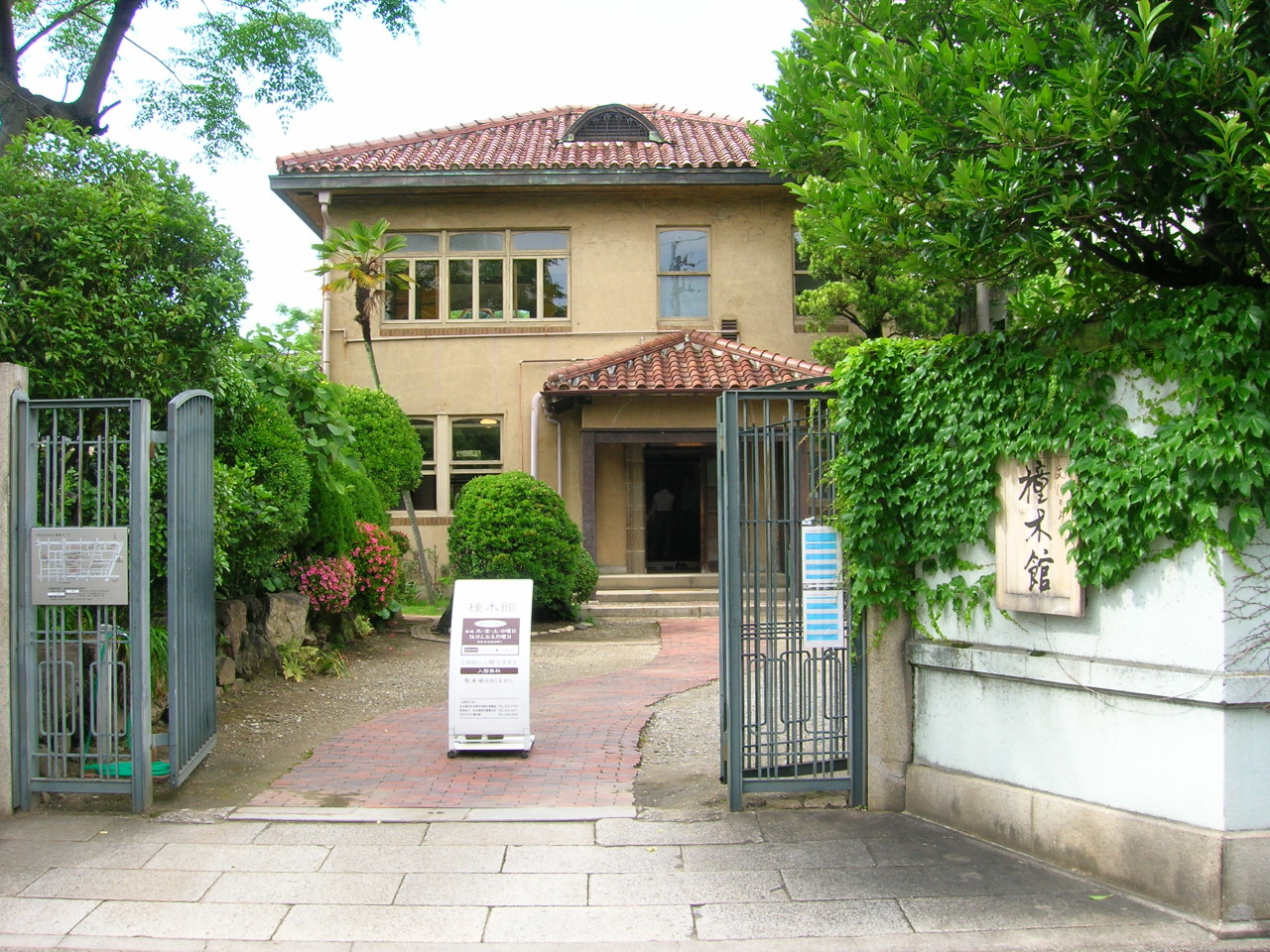
文化のみち橦木館
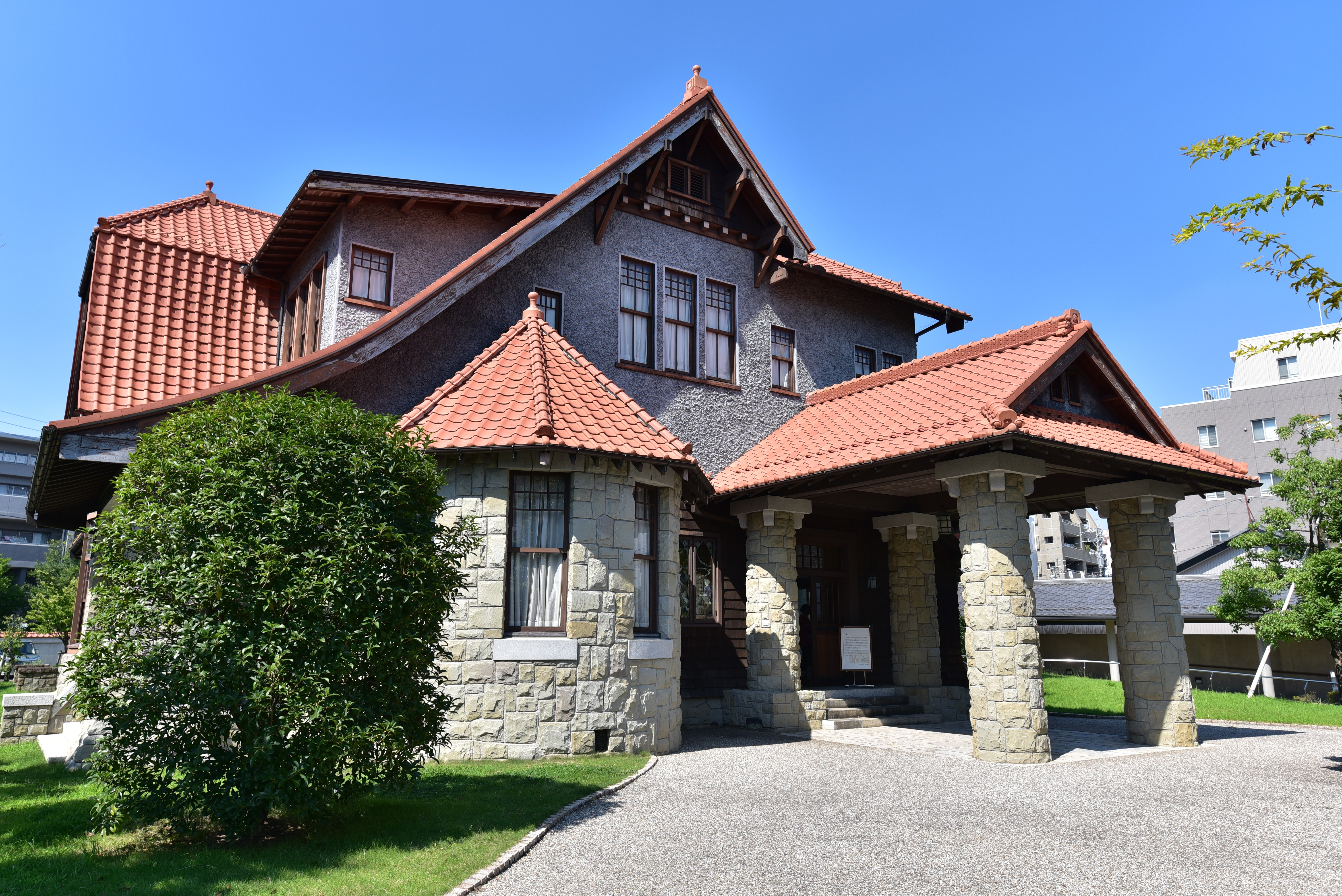
文化のみち二葉館（旧川上貞奴邸）
- 日本新薬名古屋支店
- 日本棋院中部総本部
- クスノキ
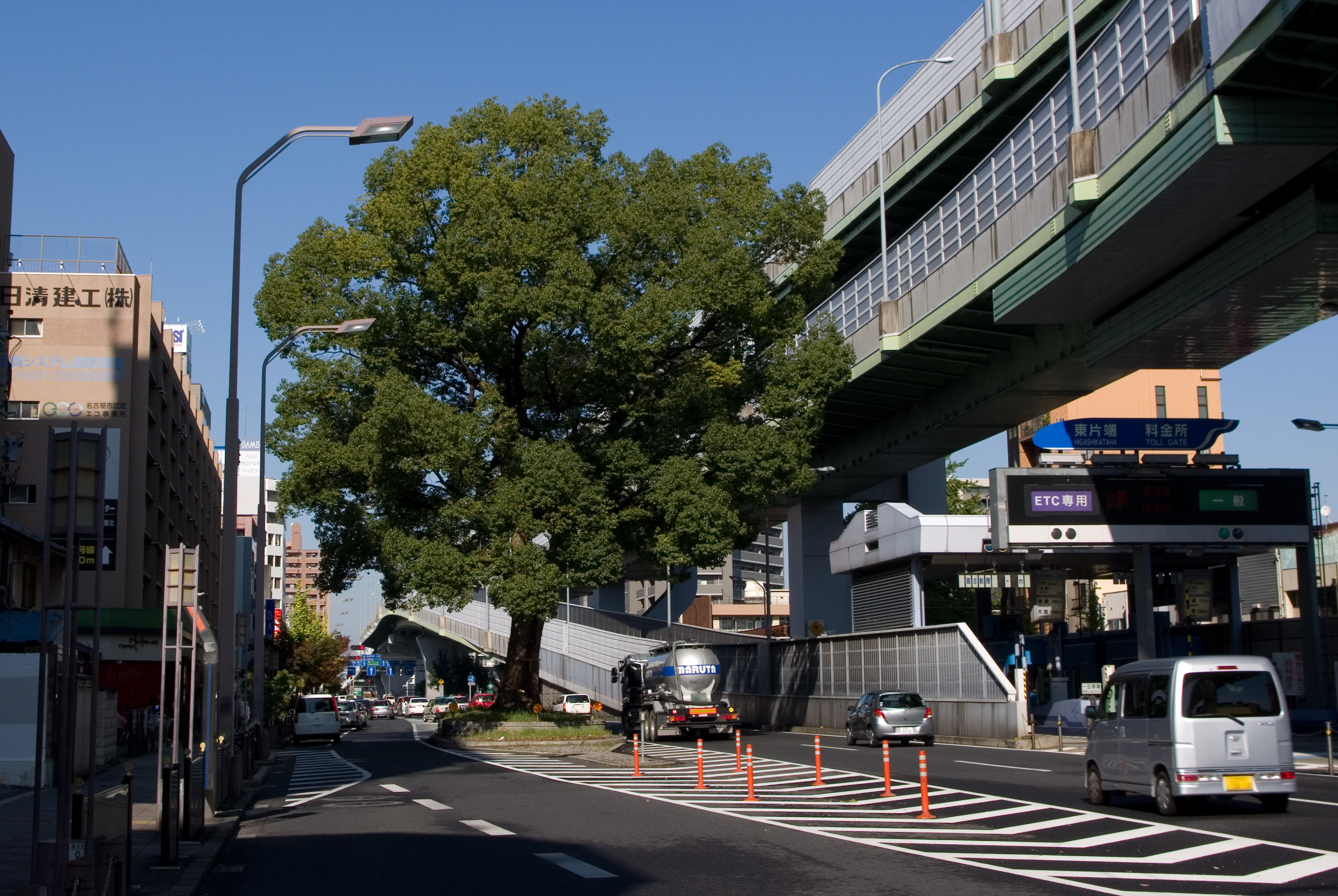
名古屋高速1号楠線東片端入口
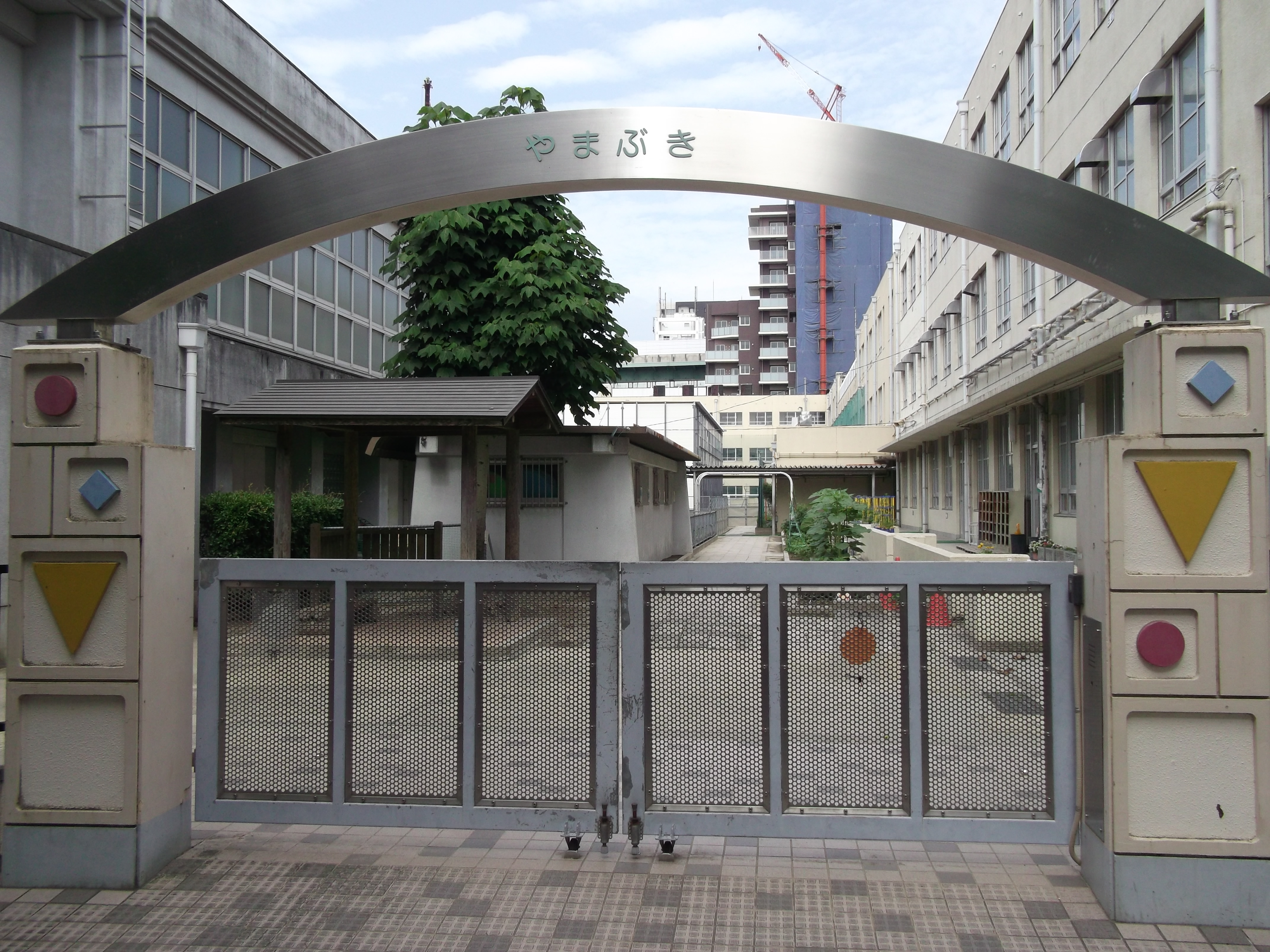
名古屋市立山吹小学校
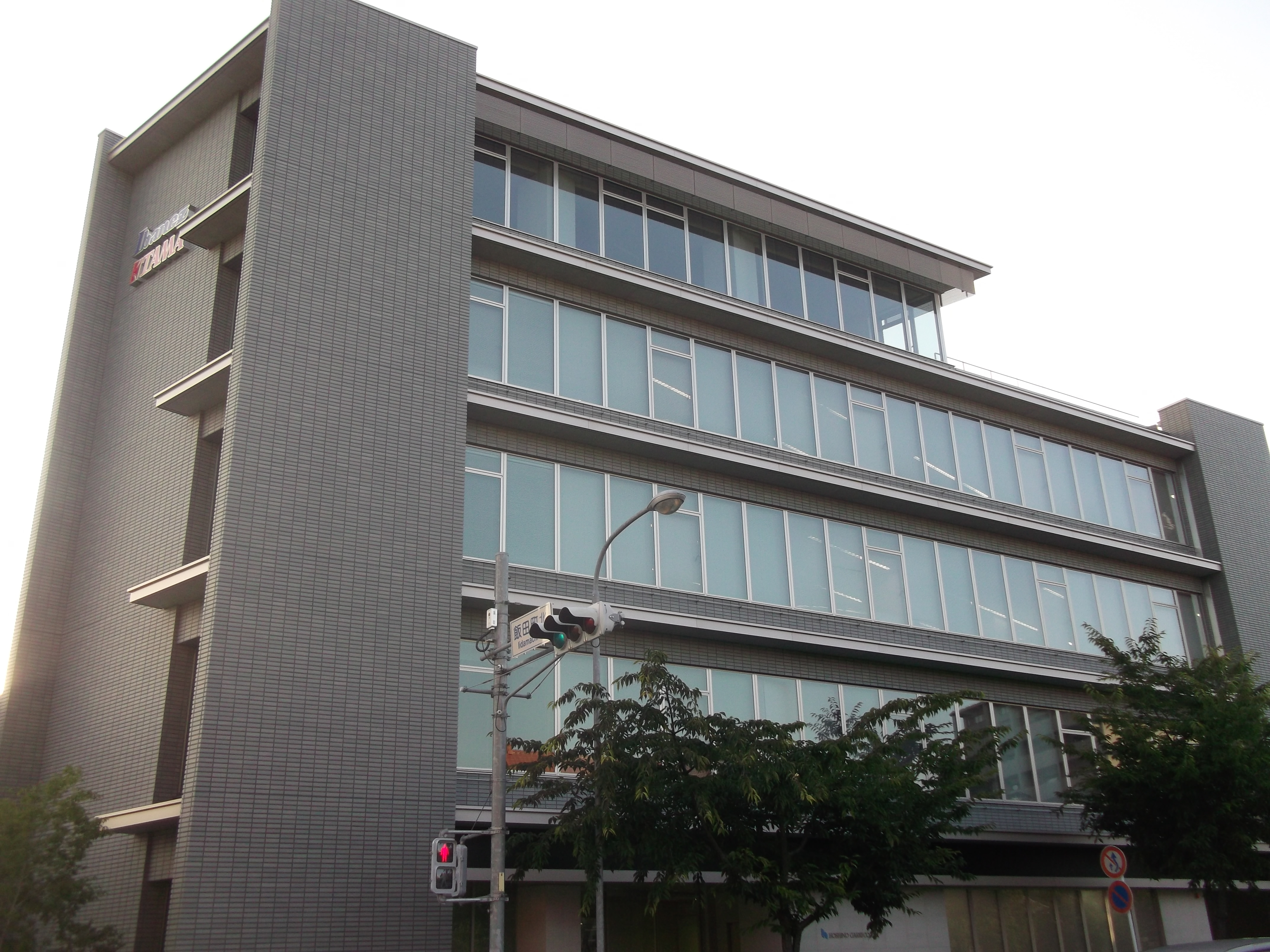
星野楽器本社
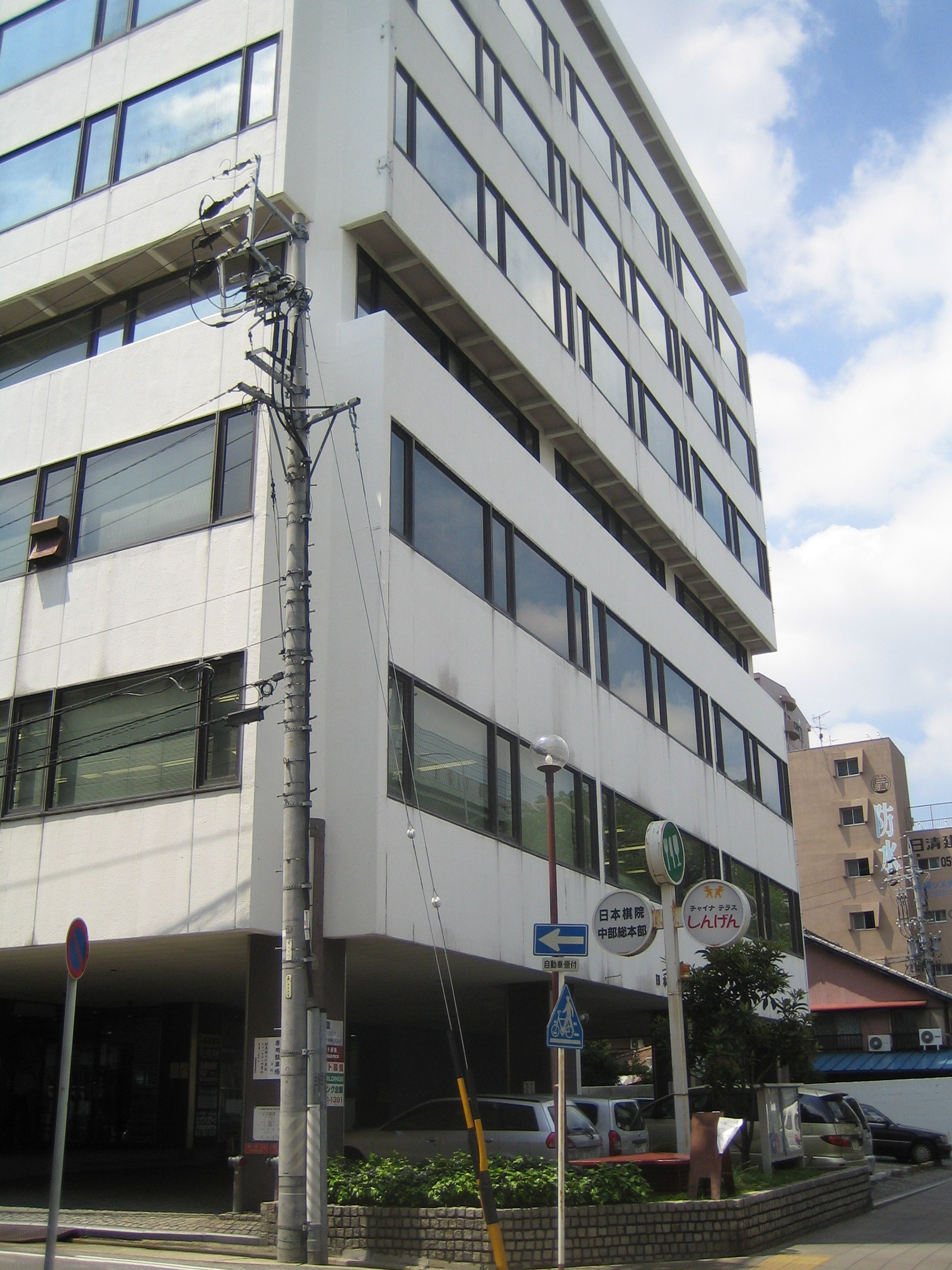
日本棋院中部総本部

- 橦木公園（3丁目）

1986年（昭和61年）1月8日供用開始。
- ルナ保育園
- 東海財務局橦木東住宅
- 東海財務局橦木分室

- 文化のみち橦木館
- 文化のみち二葉館
- クスノキと東片端入口
- 名古屋市立山吹小学校
- 星野楽器本社
- 日本棋院中部総本部

## 交通
- 国道41号（空港線）

## その他

### 日本郵便
- 郵便番号 : 461-0014[WEB 3]（集配局：名古屋東郵便局[WEB 14]）。

### WEB
1. ↑  “愛知県名古屋市東区の町丁・字一覧”.   人口統計ラボ. 2019年3月18日閲覧。
2. 1 2  “町・丁目(大字)別、年齢(10歳階級)別公簿人口(全市・区別)”.   名古屋市 (2019年2月20日). 2019年3月10日閲覧。
3. 1 2  “郵便番号”.  日本郵便. 2019年3月17日閲覧。
4. ↑  “市外局番の一覧”.   総務省. 2019年1月6日閲覧。
5. ↑  “東区の町名一覧”.   名古屋市 (2017年3月15日). 2019年3月17日閲覧。
6. ↑  総務省統計局 (2014年3月28日). “平成7年国勢調査の調査結果(e-Stat) - 男女別人口及び世帯数 －町丁・字等” (CSV). 2019年4月27日閲覧。
7. ↑  総務省統計局 (2014年5月30日). “平成12年国勢調査の調査結果(e-Stat) - 男女別人口及び世帯数 －町丁・字等” (CSV). 2019年4月27日閲覧。
8. ↑  総務省統計局 (2014年6月27日). “平成17年国勢調査の調査結果(e-Stat) - 男女別人口及び世帯数 －町丁・字等” (CSV). 2019年4月27日閲覧。
9. ↑  総務省統計局 (2012年1月20日). “平成22年国勢調査の調査結果(e-Stat) - 男女別人口及び世帯数 －町丁・字等” (CSV). 2019年4月27日閲覧。
10. ↑  総務省統計局 (2017年1月27日). “平成27年国勢調査の調査結果(e-Stat) - 男女別人口及び世帯数 －町丁・字等” (CSV). 2019年4月27日閲覧。
11. ↑  “市立小・中学校の通学区域一覧”.   名古屋市 (2018年11月10日). 2019年1月14日閲覧。
12. ↑  “平成29年度以降の愛知県公立高等学校（全日制課程）入学者選抜における通学区域並びに群及びグループ分け案について”.   愛知県教育委員会 (2015年2月16日). 2019年1月14日閲覧。
13. 1 2  “都市公園の名称、位置及び区域並びに供用開始の期日” (2019年5月1日). 2019年11月3日閲覧。
14. ↑  郵便番号簿 平成29年度版 - 日本郵便. 2019年03月10日閲覧 (PDF)

### 書籍
1. 1 2 3 4 5 6  名古屋市計画局 1992, p. 738.
2. ↑  「角川日本地名大辞典」編纂委員会 1989, p. 1513.
3. 1 2 3  名古屋市計画局 1992, p. 141.
4. ↑  「角川日本地名大辞典」編纂委員会 1989, p. 683.
5. ↑  名古屋市会事務局 1966, p. 45.
6. 1 2 3 4 5 6  伊藤厚史 2020, p. 24.